# Paravandellia
Paravandellia (Параванделія) — рід риб з підродини Vandelliinae родини Trichomycteridae ряду сомоподібні. Має 2 види.

## Опис
Загальна довжина представників цього роду коливається від 2,5 до 2,8 см. Спостерігається статевий диморфізм: самці трохи більші за самиць. Голова коротка, сплощена. Очі опуклі. Є 3 майже непомітних вусів. Тулуб стрункий. Спинний плавець високий, з гіллястими променями. Жировий плавець маленький або відсутній. Грудні плавці вузькі. Анальний плавець низький, довгий. Хвостовий плавець подовжений, звужений.
Забарвлення прозоре, черево темніше, жовтувате.

## Спосіб життя
Це бентопелагічні та демерсальні риби. Зустрічаються біля піщаних і мулистих ґрунтів. Активні вночі. Паразитують на зябрах великих сомів, харчуючись кров'ю. Наситившись, можуть опуститися на дно, де чекатимуть наступної жертви, зарившись у пісок. Іноді на одній рибі паразитують одночасно десятки сомів цього роду. Велика кількість паразитів може вбити рибу.
Нерест відбувається в сезон дощів.

## Розповсюдження
Мешкають у річках Магдалена, Каука, Парана, Парагвай, Уругвай — у межах Колумбії, Бразилії, Парагваю, Уругваю.

## Види
- Paravandellia oxyptera
- Paravandellia phaneronema